# 岩本貴裕
岩本 貴裕（いわもと たかひろ、1986年4月18日 - ）は、広島県広島市東区出身の元プロ野球選手（外野手、内野手）。左投左打。2020年から広島東洋カープのスコアラーを務めている。愛称は「ガンちゃん」。

## 経歴

### プロ入り前
小学1年のとき、近所の太田川河川敷で野球をしているのを見て「自分もやりたい」と「広島中央リトル」で野球を始める。小学3年には「広島鯉城リトル」へ移籍。牛田中学校を経て広島商業に進学。高校進学の際には広陵高校からも誘いを受けていたが、「長く甲子園に行っていなかったから、僕たちの世代で行きたいと思った」との理由で広島商業を選んだとのこと。広島商業では1年生からエースと4番を任され、3年生の夏には投手として6試合に登板、打者としても打率5割を越す活躍でチームを甲子園出場に導いた。第86回全国選手権大会は開会式直後（1日目第2試合）の1回戦・対浦和学院戦に1-3で敗れ、敗退。高校通算52本塁打。
複数のプロ球団がマークし、ドラフトの注目選手に挙げられていたが、亜細亜大学に進学。外野手にコンバートされ、1年秋から4番を任される。3年春のリーグ戦では1試合3本塁打を記録。東都大学1部リーグ通算72試合出場、278打数70安打、打率.252、16本塁打、43打点。東都大学リーグを代表するスラッガーで歴代単独4位となる16本塁打を記録。ベストナインにも3度選ばれる。2部リーグ通算10試合出場、40打数12安打、打率.300、3本塁打、11打点。大学日本代表に選ばれ、4番を任されたこともある。3年秋には自ら志願し、約3年ぶりに投手に復帰、後にチームメイトとなる小窪哲也（青山学院大学）から三振を奪うなど結果を残し、ストレートは最速146kmを記録した。4年春からは投手と野手の二刀流にも本格的に挑戦した。
2008年10月30日のドラフト会議にて広島東洋カープから1位指名を受ける。ドラフト会議当日は秋のリーグ戦で東洋大学と優勝をかけた大事な試合だったが、試合は敗れた。憧れの地元球団である広島から指名された喜びと、試合に負けた悔しさを感じながら指名会見に臨んだ。同年11月13日に契約金1億円・年俸1500万円（金額は推定）で仮契約。背番号「10」を与えられ、「金本2世」（金本知憲が背番号「10」を背負っていたことから）、「将来の4番候補」と大きな期待をかけられた。

### 広島時代
1年目の2009年シーズンは開幕一軍を逃すものの二軍ではウエスタン・リーグ開幕からほぼ全ての試合で4番を任される。5月28日に一軍へ昇格し、同日の対千葉ロッテマリーンズ戦（呉二河球場）でプロ初出場、初スタメン（7番・右翼手）を果たし、2回裏に回ってきた第一打席で小林宏之からプロ初安打（中前安打）を記録した。シーズン終盤にも再び一軍へ昇格。二軍では打席、打数、安打はリーグ2位の数字。塁打数、本塁打もリーグ2位タイで本塁打は14本を記録した。
2010年シーズンは開幕を二軍で迎え、打率も2割4分前後と平凡であったが、6月にT-岡田を意識したノーステップ打法を取り入れてからは驚異的な打撃成績を叩き出し、栗原健太の故障離脱に伴い、一軍へ昇格。主に一塁手、栗原が復帰してからは外野手として出場。7月4日の対横浜ベイスターズ戦（マツダスタジアム）で清水直行からプロ初本塁打を記録して以降、わずか2ヶ月の間に14本塁打と量産。次期主砲として大器の片鱗を覗かせるシーズンとなった。10月に台湾で開催された第17回IBAFインターコンチネンタルカップの日本代表に選ばれ、全試合で4番を任された。
2011年シーズンは開幕を一軍で迎えたが打率2割台前半、3本塁打と調子が上がらず、7月に二軍へ降格。二軍降格後はしばらく二軍の試合に出ていたが、慢性的な右膝の痛みを解消するために9月に同箇所の手術を受けた。以降は膝への負担を軽減するためノーステップ打法を断念し、右足を上げる打撃フォームに戻した。
2012年シーズンは前述の右膝手術の影響から出遅れたものの、栗原、ニック・スタビノアの両主砲が離脱した夏場に主軸を務め、6月13日から7月31日まで4番を任された。6月にはリーグトップとなる月間打率.397を記録したが、7月以降は不調に陥り、成績が下降線をたどり、8月に入ってからはシーズン途中に入団したブラッド・エルドレッドに4番の座を奪われ、スタメンでの出場機会が減少。結局本来の打撃を取り戻せないまま8月13日に二軍へ降格、以降シーズン終了まで一軍に復帰することはできなかった。シーズン64安打と15二塁打はキャリアハイの成績である。
2013年シーズンは打撃フォームをオープンスタンスへ変更し、自己最多の82試合に出場。成績自体は軒並み前年のシーズンを下回ったものの夏場以降に打撃の調子を上げ、結果を残したことで、クライマックスシリーズの登録メンバーに選ばれた。10月12日、ファーストステージ・対阪神タイガース1回戦（阪神甲子園球場）で9回表に代打出場、玉置隆からライトスタンドへ自身ポストシーズン初ホームランとなるダメ押しの1号3ランを放ち、初のファイナルステージ進出に貢献した。シーズン終了後に用具契約を学生時代から愛用していたSSKからデサントへ変更。
2014年シーズンは出場試合数が前年の半分以下に激減したのをはじめ、成績も前年のシーズンをさらに下回り、ルーキーイヤーの2009年シーズン以来となる打率1割台に終わった。
2015年シーズンは春季キャンプでの一軍昇格はならなかったが、オープン戦期間中の3月7日に一軍へ昇格。主に代打起用で結果を残し、開幕一軍メンバーに選ばれた。最初の4打席で4打数3安打をマークしたもののスタメン起用やチャンスの場面では結果を残すことができず、4月7日に二軍へ降格、以降二軍暮らしのままシーズンを終えた。打率こそ3割であったが、打率以外については自己ワーストを更新。出場試合数はさらに減り、7試合にとどまり、ルーキーイヤーの2009年シーズン以来となる本塁打0、自身初の打点0に終わった。10月21日に広島市内の病院で、左腋窩動脈閉塞症のため手術を受けた。
2016年シーズンは打撃フォームをスクエアスタンスに戻し、再起をかけたが、6月まで二軍暮らしが続いた。前述の左腋窩部手術の影響から春先は状態が上がらず、3月から4月にかけて打率1割台に低迷するも、5月以降2ヶ月連続で月間打率3割台をマークしたことが評価され、7月1日に一軍へ昇格。シーズン初打席から3打席連続代打安打をマークした。以降も数少ない出場機会でアピールを続けていたが、当シーズン初スタメン（5番・左翼手）となった8月7日の対読売ジャイアンツ戦（マツダスタジアム）で2打席連続三振を喫して途中交代。以降、3打席連続三振を含む5打席連続ノーヒットと調子を落とし、エルドレッドが8月14日に一軍へ昇格したことに伴い、8月15日に二軍へ降格。以降、シーズン終了まで一軍に戻ることはできなかった。クライマックスシリーズはメンバー漏れ。日本シリーズでは登録メンバーに選ばれ、マツダスタジアムで行われた第1戦、第2戦、第6戦でベンチ入りしたが、出場機会には恵まれなかった。
2019年シーズンは一軍出場が4月28日、対東京ヤクルトスワローズ戦（神宮球場）の1試合、1打席のみに留まった（一軍最終打席は9回に代打出場し、石山泰稚から空振り三振を喫した）。二軍降格後は二軍で再昇格の機会を伺ったが、声は掛からぬままシーズンを終えた。10月2日に球団から戦力外通告を受け、他球団で現役を続ける考えはなく、現役引退を発表。かつて指導にあたった内田順三元打撃コーチは「彼には、間違いなく才能があった。でも、それとは別にプロで活躍するには『再現性』が必要だった」と岩本の引退を惜しんだ。

### 現役引退後
現役引退後は広島球団の球団職員へ転身し、2020年からスコアラーを務めている。2020年はヤクルトを担当し、2021年は阪神を担当している。

## 選手としての特徴・人物
プロ入り後は恵まれた体格を生かした左の長距離砲として期待されており、当時の打撃コーチだった内田順三曰く、岩本の入団年に開場したマツダスタジアムは、元々左翼ポール際のフェンスの高さを7メートルにする計画だったが、左翼方向への長打が持ち味だった岩本の入団が決まったために、右翼と同じ3.6メートルに急遽変更されたという。しかし、広島商業監督時代に岩本を指導した迫田守昭は、長打よりも巧打を持ち味とする選手だったと評している。
10歳からカープのファンクラブ（ジュニア会員）に加入し、毎週のように自転車で広島市民球場に通い、スクワット応援をした。田中慎太朗は広島鯉城リトルシニアの1年先輩、松下建太は1年後輩、中田翔は3年後輩となる。

## 詳細情報

### 年度別打撃成績
| 年 度     | 球 団     | 試 合 | 打 席 | 打 数 | 得 点 | 安 打 | 二 塁 打 | 三 塁 打 | 本 塁 打 | 塁 打 | 打 点 | 盗 塁 | 盗 塁 死 | 犠 打 | 犠 飛 | 四 球 | 敬 遠 | 死 球 | 三 振 | 併 殺 打 | 打 率 | 出 塁 率 | 長 打 率 | O P S |
| --------- | --------- | ----- | ----- | ----- | ----- | ----- | -------- | -------- | -------- | ----- | ----- | ----- | -------- | ----- | ----- | ----- | ----- | ----- | ----- | -------- | ----- | -------- | -------- | ----- |
| 2009      | 広島      | 14    | 33    | 33    | 1     | 5     | 1        | 0        | 0        | 6     | 1     | 0     | 0        | 0     | 0     | 0     | 0     | 0     | 12    | 0        | .152  | .152     | .182     | .333  |
| 2010      | 広島      | 61    | 220   | 212   | 29    | 55    | 7        | 1        | 14       | 106   | 36    | 0     | 2        | 1     | 1     | 6     | 0     | 0     | 57    | 4        | .259  | .279     | .500     | .779  |
| 2011      | 広島      | 60    | 193   | 179   | 12    | 40    | 7        | 1        | 3        | 58    | 15    | 0     | 1        | 3     | 3     | 8     | 0     | 0     | 43    | 4        | .223  | .253     | .324     | .577  |
| 2012      | 広島      | 71    | 242   | 239   | 21    | 64    | 15       | 0        | 6        | 97    | 27    | 1     | 1        | 1     | 0     | 2     | 0     | 0     | 43    | 5        | .268  | .274     | .406     | .680  |
| 2013      | 広島      | 82    | 152   | 145   | 9     | 37    | 7        | 0        | 5        | 59    | 24    | 0     | 0        | 0     | 2     | 5     | 0     | 0     | 33    | 3        | .255  | .276     | .407     | .683  |
| 2014      | 広島      | 39    | 55    | 52    | 5     | 10    | 0        | 1        | 2        | 18    | 10    | 0     | 0        | 0     | 1     | 2     | 0     | 0     | 10    | 3        | .192  | .218     | .346     | .564  |
| 2015      | 広島      | 7     | 10    | 10    | 1     | 3     | 1        | 0        | 0        | 4     | 0     | 0     | 0        | 0     | 0     | 0     | 0     | 0     | 1     | 0        | .300  | .300     | .400     | .700  |
| 2016      | 広島      | 27    | 22    | 21    | 2     | 7     | 2        | 1        | 0        | 11    | 5     | 0     | 0        | 0     | 0     | 1     | 0     | 0     | 8     | 0        | .333  | .364     | .524     | .887  |
| 2017      | 広島      | 33    | 50    | 48    | 5     | 18    | 4        | 0        | 1        | 25    | 13    | 0     | 0        | 1     | 0     | 1     | 0     | 0     | 15    | 2        | .375  | .388     | .521     | .909  |
| 2018      | 広島      | 10    | 8     | 7     | 0     | 1     | 0        | 0        | 0        | 1     | 0     | 0     | 0        | 0     | 0     | 1     | 0     | 0     | 2     | 1        | .143  | .250     | .143     | .393  |
| 2019      | 広島      | 1     | 1     | 1     | 0     | 0     | 0        | 0        | 0        | 0     | 0     | 0     | 0        | 0     | 0     | 0     | 0     | 0     | 1     | 0        | .000  | .000     | .000     | .000  |
| NPB：11年 | NPB：11年 | 405   | 986   | 947   | 85    | 240   | 44       | 4        | 31       | 385   | 131   | 1     | 4        | 6     | 7     | 26    | 0     | 0     | 225   | 22       | .253  | .271     | .407     | .678  |

### 年度別守備成績
| 年 度 | 球 団 | 一塁  | 一塁  | 一塁  | 一塁  | 一塁  | 一塁     | 外野  | 外野  | 外野  | 外野  | 外野  | 外野     |
| 年 度 | 球 団 | 試 合 | 刺 殺 | 補 殺 | 失 策 | 併 殺 | 守 備 率 | 試 合 | 刺 殺 | 補 殺 | 失 策 | 併 殺 | 守 備 率 |
| ----- | ----- | ----- | ----- | ----- | ----- | ----- | -------- | ----- | ----- | ----- | ----- | ----- | -------- |
| 2009  | 広島  | -     | -     | -     | -     | -     | -        | 13    | 11    | 2     | 0     | 1     | 1.000    |
| 2010  | 広島  | 47    | 336   | 32    | 1     | 31    | .997     | 14    | 23    | 0     | 0     | 0     | 1.000    |
| 2011  | 広島  | 3     | 1     | 0     | 0     | 1     | 1.000    | 50    | 71    | 4     | 1     | 0     | .987     |
| 2012  | 広島  | 48    | 349   | 34    | 1     | 27    | .997     | 28    | 45    | 1     | 1     | 0     | .979     |
| 2013  | 広島  | 46    | 183   | 15    | 1     | 29    | .995     | 21    | 20    | 0     | 0     | 0     | 1.000    |
| 2014  | 広島  | 7     | 23    | 4     | 0     | 2     | 1.000    | 9     | 7     | 1     | 1     | 0     | .889     |
| 2015  | 広島  | 1     | 3     | 0     | 0     | 0     | 1.000    | 1     | 1     | 0     | 0     | 0     | 1.000    |
| 2016  | 広島  | 14    | 15    | 3     | 0     | 3     | 1.000    | 3     | 0     | 0     | 0     | 0     | .---     |
| 2017  | 広島  | 13    | 40    | 0     | 0     | 4     | 1.000    | 10    | 10    | 0     | 0     | 0     | 1.000    |
| 2018  | 広島  | 7     | 15    | 0     | 0     | 1     | 1.000    | -     | -     | -     | -     | -     | -        |
| 通算  | 通算  | 186   | 965   | 88    | 3     | 98    | .997     | 149   | 188   | 8     | 3     | 1     | .984     |

### 記録
- 初出場・初先発出場：2009年5月28日、対千葉ロッテマリーンズ2回戦（呉二河球場） 、7番・右翼手で先発出場
- 初打席・初安打：同上、2回裏に小林宏之から中前安打
- 初打点：2009年6月2日、対北海道日本ハムファイターズ1回戦（札幌ドーム）、5回表に糸数敬作から左中間へ適時二塁打
- 初本塁打：2010年7月4日、対横浜ベイスターズ11回戦（MAZDA Zoom-Zoom スタジアム広島）、2回裏に清水直行から左中間へソロ
- 初盗塁：2012年7月4日、対阪神タイガース10回戦（坊っちゃんスタジアム）、3回表に二盗（投手：岩田稔、捕手：小宮山慎二）

### 背番号
- 10 （2009年 - 2019年）

### 登場曲
- 「real」大瀬戸千嶋（2012年）
- 「白い雲のように」猿岩石（2013年）
- 「GAN・CHANCE!!」佐々木リョウ（2014年 - 2019年）

## 関連情報

### 著書
- がんちゃん（2018年4月27日、ザメディアジョン） ISBN 978-4862505507